# John Ales
Pour les articles homonymes, voir Ales (homonymie).
John Ales est un acteur américain né le 3 janvier 1969 à Los Angeles en Californie.

## Filmographie

### Cinéma
- 1985 : Crime Killer : Kids
- 1996 : Agent zéro zéro : Kabul
- 1996 : Le Professeur foldingue : Jason
- 1996 : Vibrations : Miles
- 1999 : Chevauchée avec le diable : Quantrill
- 2000 : La Famille foldingue : Jason
- 2001 : Burning Down the House : François
- 2001 : The Zeros : Seth
- 2005 : Secrets entre amis (en) (Life of the Party) de Barra Grant (en) : Artie
- 2006 : Holidaze: Il faut sauver Noël : plusieurs personnages
- 2007 : D-War : Agent Judah Campbell
- 2022 : Murder at Yellowstone City de Richard Gray

### Télévision
- 1993 : La Voix du silence : David Teitelbaum (1 épisode)
- 1994-1995 : Madman of the People : Dylan Buckner (16 épisodes)
- 1997 : ABC TGIF : Genie (1 épisode)
- 1997-1998 : You Wish : Genie (13 épisodes)
- 1998 : Fantasy Island : Nathan O'Neil (1 épisode)
- 1999 : Chicago Hope : La Vie à tout prix : le voleur de dossiers (1 épisode)
- 2000 : La Famille Delajungle : Hartebeast (1 épisode)
- 2000 : Rocket Power : voix additionnelles (1 épisode)
- 2001 : Le Fugitif : Dr Felice (1 épisode)
- 2001 : 1943, l'ultime révolte : Marek Edelman
- 2003 : Boomtown : Shackman (1 épisode)
- 2004 : Les Experts : Miami : Mike Tibbetts (1 épisode)
- 2005 : FBI : Portés disparus : George Zousmer (1 épisode)
- 2008 : US Marshals : Protection de témoins : Jay Allen et Jay Arnstein (1 épisode)
- 2009 : Les Experts : Timothy Rand (1 épisode)
- 2009 : Médium : Hal Munzell (1 épisode)
- 2010 : Mentalist : Cale Sylvan (1 épisode)
- 2010 : Miami Medical : Dr Minyard (1 épisode)
- 2010 : Mad Men : Perry Demuth (1 épisode)
- 2010 : The Defenders : Vinnie Cerrato (1 épisode)
- 2011 : NCIS : Enquêtes spéciales : Miles Hogan
- 2011 : Sam Axe : La Dernière Mission : Matt Bailey
- 2011 : Beavis and Butt-Head : le professeur et autres voix (3 épisodes)
- 2011-2012 : Burn Notice : Matt Bailey (2 épisodes)
- 2012 : Rizzoli and Isles : un artiste (1 épisode)
- 2013 : Shake It Up : Igor (1 épisode)
- 2013 : Major Crimes : Martin Eliot (1 épisode)
- 2013 : Longmire : Tony Moten (1 épisode)
- 2014 : Ray Donovan : Ricky Devita (1 épisode)
- 2015-2016 : Sex&Drugs&Rock&Roll : Rehab (20 épisodes)
- 2016 : New York, unité spéciale : Détective Tom Russo (2 épisodes)
- 2016 : The Fosters : le coach de Palomar (1 épisode)
- 2017 : Harry Bosch : Andrew Holland (5 épisodes)
- 2017 : Preacher : le prédicateur de la fin du monde (1 épisode)
- 2017 : Better Things : Rodney (1 épisode)
- 2017 : L'Arme fatale : Phil Green (1 épisode)
- 2017 : White Famous : Jimmy Duke (1 épisode)
- 2018 : Sneaky Pete : Luka Delchev (5 épisodes)
- 2019 : Euphoria : David Vaughn (7 épisodes)